# KeePass
KeePass Password Safe là trình quản lý mật khẩu mã nguồn mở miễn phí chủ yếu dành cho Windows. Phần mềm này tuy có hỗ trợ macOS và Linux nhưng phải thông qua phần mềm Mono. Ngoài ra phần mềm này còn có một số port không chính thức dành cho các thiết bị Windows Phone, Android, iOS và BlackBerry. KeePass lưu trữ tên người dùng, mật khẩu và các thông tin khác, bao gồm ghi chú dạng tự do và tập tin đính kèm, trong một tập tin được mã hóa. Theo mặc định, cơ sở dữ liệu KeePass được lưu trữ trên hệ thống tập tin cục bộ (ngược lại với lưu trữ đám mây).